# Schlosskirche (Cottbus)
Die Schlosskirche ist ein historisches Kirchengebäude in der Cottbuser Altstadt. Sie wird gegenwärtig von der Jüdischen Gemeinde Cottbus genutzt.

## Geschichte
Bereits um 1419 befand sich an der Stelle die kleine St. Katharinenkapelle samt Friedhof, die jedoch durch zwei Stadtbrände in den Jahren 1600 und 1671 sowie den Dreißigjährigen Krieg stark beschädigt wurde. Um 1701 siedelten sich zahlreiche aus ihrer Heimat vertriebene Hugenotten in der Region an und erwarben schließlich im Jahre 1705 die Erlaubnis, das Areal mit den Überresten der Kapelle neu zu bebauen. Zwischen 1707 und 1714 entstand das Kirchengebäude für die französisch-reformierte Kirchengemeinde. Ab 1714 durfte auch die deutsch-reformierte Gemeinde das Gebäude mitbenutzen. 1757 wurden schließlich beide Gemeinden vereinigt.
In der DDR wurde die Kirche profaniert, nach der Wiedervereinigung allerdings wiedereröffnet. 2003 wurde die Westwand der Kirche restauriert. Am 18. September 2014 wurde sie der jüdischen Gemeinde zur Einrichtung einer Synagoge übergeben.

## Baubeschreibung
Die Kirche ist ein einschiffiger Putzbau mit Walmdach und niedrigem, rechteckigen Sakristeianbau an der Ostseite. Die Nebeneingänge an jeder Seite wurden bei der Rekonstruktion 1855 zugemauert. An den Langseiten des Schiffs sind die Fenster zweireihig angeordnet und durch ein Putzband getrennt; dabei weisen die oberen einen rundbogigen und die unteren einen flachbogigen Abschluss auf. Der 1870 erbaute, hoch aufragende Turm schneidet, da man die Baufluchtlinie an der Spremberger Straße nicht überschreiten durfte, tief ins Kirchenschiff ein. Mit dem Turmbau erhielt die Westseite der Kirche ihren durch Blendbogennischen gegliederten Staffelgiebel.
Der stützenlose Innenraum von 1856 ist mit drei segmentbogigen Holztonnen eingewölbt und einheitlich weiß gestrichen. Gegenüber dem Eingang befindet sich die in die Ostwand integrierte weiße Kanzel, die mit einem goldenen Holzkreuz bekrönt ist. Auf der rechten Seite befindet sich ein Nagelkreuz. Die Orgelempore aus dem 19. Jahrhundert ist seit 1972 verglast.

## Gegenwärtige Nutzung
Die Kirche befindet sich im Besitz der ortsansässigen jüdischen Gemeinde und ist die erste rein als solche genutzte Synagoge in Brandenburg seit dem Zweiten Weltkrieg.
Das Bauwerk steht unter Denkmalschutz.